# Olivier Kaisen
Olivier Kaisen (Namen, 30 april 1983) is een Belgisch voormalig wielrenner. Hij debuteerde als beroepsrenner in 2005 bij de continentale ploeg R.A.G.T. Semences. 

## Carrière
In zijn debuutjaar behaalde Olivier Kaisen geen enkele overwinning, maar toch bleven zijn prestaties (vooral als tijdrijder) niet onopgemerkt voor het Belgische Davitamon-Lotto die hem een contract aanboden in 2006. In dat jaar mocht Olivier ook voor de eerste maal proeven van het grote rondewerk als debutant in de Vuelta. Hij heeft 2 profzeges: de GP Gerrie Knetemann 2007 en de vijfde rit in de Ronde van Turkije van 2009. Op 10 februari 2014 werd via de website van zijn huidige werkgever, Lotto-Belisol, aangekondigd dat Kaisen met onmiddellijke ingang stopt met wielrennen wegens hartproblemen.

## Belangrijkste overwinningen
2001
- Belgisch kampioen Individuele tijdrit op de weg, Beloften

2003
- Belgisch kampioen Individuele tijdrit op de weg, Beloften
- 2e etappe Triptyque des Barrages, U23

2004
- Chrono des Herbiers (U23)

2007
- GP Gerrie Knetemann

2009
- 5e etappe Ronde van Turkije

## Belangrijkste ereplaatsen
2005
- 2e in het eindklassement Ronde van het Waalse Gewest
- 8e in het Belgisch Kampioenschap tijdrijden

2006
- 3e in eindklassement Circuit Franco-Belge

2011
- 5e in eindklassement Ronde van Peking

## Resultaten in voornaamste wedstrijden
| Jaar | Ronde van Italië | Ronde van Frankrijk | Ronde van Spanje |
| ---- | ---------------- | ------------------- | ---------------- |
| 2006 |                  |                     | 110e             |
| 2007 |                  |                     |                  |
| 2008 |                  |                     | 92e              |
| 2009 | 159e             |                     | 86e              |
| 2010 | 122e             |                     | 123e             |
| 2011 | 141e             |                     | 62e              |
| 2012 | 142e             |                     | opgave           |

| Jaar | Gent-Wevelgem | Amstel Gold Race | Ronde van Lombardije | Parijs-Tours |  | WK op de weg |  | Wereldranglijsten |
| ---- | ------------- | ---------------- | -------------------- | ------------ |  | ------------ |  | ----------------- |
| 2006 |               |                  | opgave               | opgave       |  |              |  |                   |
| 2007 |               |                  |                      |              |  |              |  | 217e (UPT)        |
| 2008 |               | opgave           |                      | 171e         |  |              |  |                   |
| 2009 |               |                  | 108e                 | 146e         |  |              |  |                   |
| 2010 | 110e          |                  | opgave               | 137e         |  |              |  |                   |
| 2011 | 140e          |                  |                      |              |  | 109e         |  | 87e (UWT)         |
| 2012 |               |                  |                      |              |  |              |  |                   |